# Gràcia
Gràcia este un district din Barcelona.

Ditrictul Gràcia pe harta Barcelonei